# Barbara Stark

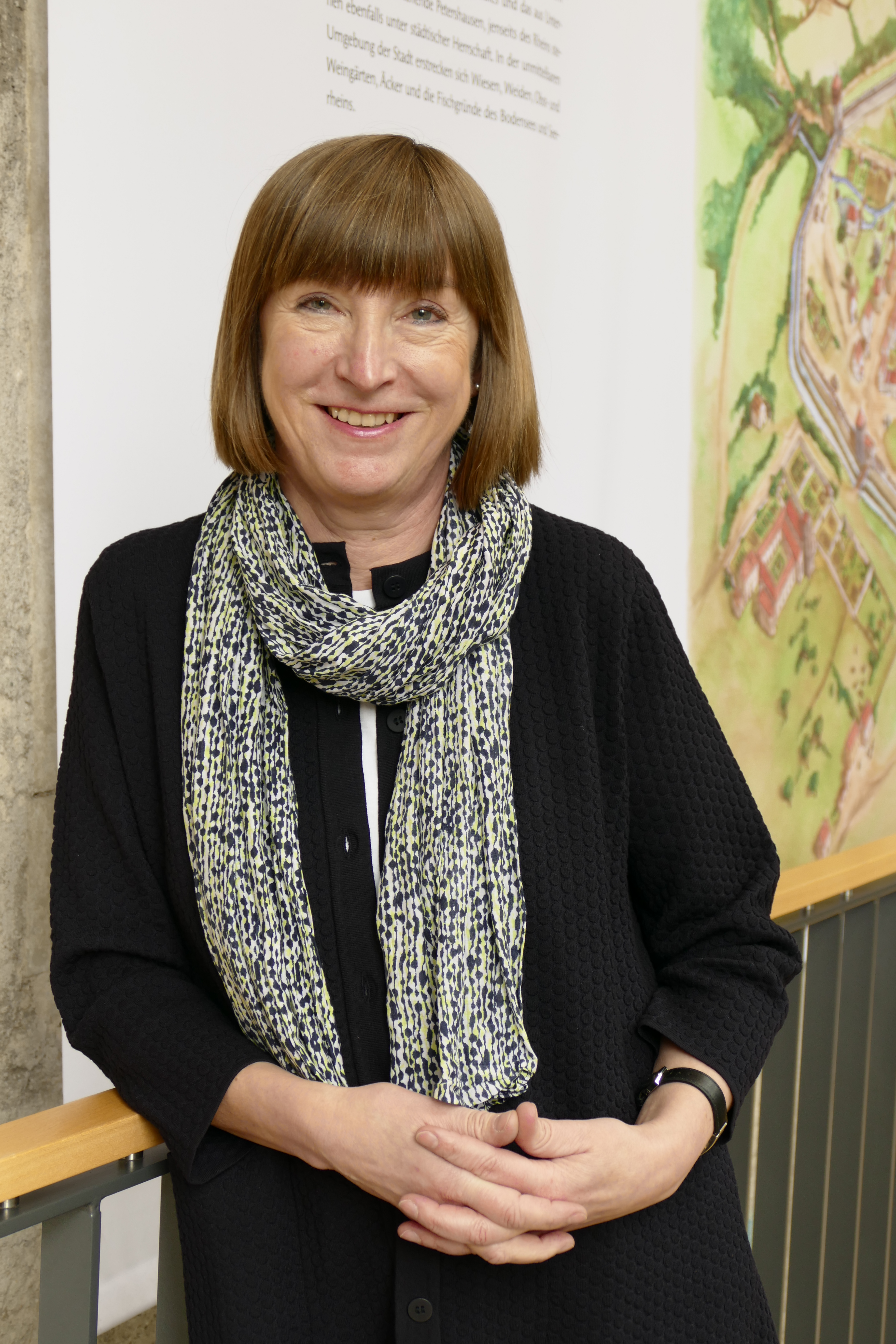
Barbara Stark

Barbara Stark (* 19. Mai 1959 in Kassel) ist eine deutsche Kunsthistorikerin. Sie leitete von 1994 bis zu ihrem Ruhestand im Mai 2024 die Städtische Wessenberg-Galerie in Konstanz.

## Leben und Wirken
Barbara Stark ist eine Tochter von Roland Stark (1933–2021), der über das deutsche Bilderbuch forschte und publizierte. Gemeinsam mit ihrem Vater führte Barbara Stark auch Ausstellungen zu diesem Thema durch.
Nach dem Abitur absolvierte Barbara Stark von 1979 bis 1981 beim Ernst Klett Verlag in Stuttgart eine Lehre als Verlagsbuchhändlerin. Von 1982 bis 1987 studierte sie Kunstgeschichte, Mediävistik und Neuere Deutsche Literatur an der Universität Heidelberg. Ihre Magisterarbeit schrieb sie über das buch- und schriftgestalterische Werk von Emil Rudolf Weiss.
Von 1987 bis 1994 war Stark an der Galerie der Stadt Sindelfingen tätig, deren Eröffnung sie begleitete. Daneben verfasste sie ihre Dissertation zum Gesamtwerk von Emil Rudolf Weiss und wurde 1993 damit promoviert. Seit 1994 leitet sie die Städtische Wessenberg-Galerie Konstanz. Barbara Stark ist seit 2013 Vorsitzende des Vereins Ernst Kreidolf.

### Leiterin der Städtischen Wessenberg-Galerie
Barbara Stark nahm am 1. April 1994 ihre Arbeit an der Städtischen Wessenberg-Galerie Konstanz auf. Diese war damals wegen Renovierung im Rahmen des Neubaus des Kulturzentrums am Münster geschlossen. Ihre Aufgaben waren zunächst die Sichtung der Bestände und die Entwicklung eines Sammlungs- und Ausstellungskonzepts. Daneben beteiligte sie sich an Ausstellungsprojekten des Rosgartenmuseums und des Kunstvereins Konstanz.
Mit der Eröffnung des Kulturzentrums am 8. Mai 1998 wurde auch die Wessenberg-Galerie wiedereröffnet. Sie zeigte die Ausstellung See-Blick. Deutsche Künstler am Bodensee im 20. Jahrhundert, in der Barbara Stark zahlreiche Werke aus den Beständen der Galerie präsentierte. Laut Tobias Engelsing gilt der zugehörige Katalog als Standardwerk zu diesem Thema.
In den folgenden Jahren gelang es Barbara Stark, die Bestände der Galerie wissenschaftlich aufzuarbeiten und systematisch zu erweitern. Der eigene Sammlungsbestand wurde zum Ausgangspunkt für weitere Forschungen zu einzelnen Künstlern oder Themen und zumeist in Katalogen dokumentiert. So wurden die nachgelassenen Sammlungen von  Ignaz Heinrich von Wessenberg, Wilhelm Brandes oder Heinrich Schmidt-Pecht aufgearbeitet. Ein Schwerpunkt von Starks Ausstellungstätigkeit war die Wiederentdeckung vergessener Künstler – und vor allem Künstlerinnen – des deutschen Südwestens wie Max Zachmann (2004), Kasia von Szadurska (2009/2010), Helmuth Macke (2016), Robert Weise (2021), Cornelia Simon-Bach (2022/2023) oder My Ullmann (2023). Viele ihrer Ausstellungen erfolgten in Kooperation mit anderen Museen und waren grenzüberschreitend angelegt.
Bei ihrer feierlichen Verabschiedung am 16. Mai 2024 wurde ihr von Ministerpräsident Winfried Kretschmann für ihre Verdienste um das Land Baden-Württemberg die Staufermedaille in Silber verliehen, die von Bürgermeister Andreas Osner überreicht wurde.

#### Projekte (Auswahl)
„Konturen neuer Kunst. Konstanzer Kunstwochen 1946“
Noch vor der Wiedereröffnung der Wessenberg-Galerie zeigte Barbara Stark 1996 in den Räumen des Konstanzer Kunstvereins die teilweise Rekonstruktion der „Konstanzer Kunstwochen“, einer bemerkenswerten Ausstellung, die an Pfingsten 1946 in Konstanz stattfand. Anne Langenkamp sagt in ihrem Katalogbeitrag, die „Konstanzer Unternehmung“ habe den weltweiten Erfolg der (neun Jahre später stattfindenden) Documenta I mit vorbereitet. Barbara Stark beschreibt im Vorwort des Katalogs die Schwierigkeit, innerhalb kurzer Zeit Entstehung, Ablauf und Rezeption der Kunstwochen von 1946 zu erforschen und darzustellen. Gezeigt wurden unter anderem Werke von Curth Georg Becker, Otto Dix, Karl Hofer, Enst Wilhelm Nay, Fritz Winter.
„Expressionismus am Bodensee. Literatur und Bildende Kunst“
Barbara Stark führt im Vorwort des Katalogs dieser Ausstellung von 2001 aus, dass es tiefgehender Recherchen bedurfte, um im Bodenseeraum Spuren der künstlerischen Auseinandersetzung mit dem expressionistischen Stil ausfindig zu machen. Der Expressionismus wurde am Bodensee zeitverzögert rezipiert. Vorgestellt wurden Werke von Hans Breinlinger, Ignaz Epper, Waldemar Flaig, Kasia von Szadurska, Rudolf Wacker und weiteren Künstlern.
„Eigenwillig. Künstlerinnen am Bodensee 1900 bis 1950“
„Feldforschung im besten Sinne“ – so Barbara Stark im Vorwort des Katalogs – war nötig, um Künstlerinnen rund um den Bodensee ausfindig zu machen und ihr Werk zu dokumentieren. Gezeigt und im Katalog vorgestellt wurden unter anderem Werke von Helen Dahm, Martha Haffter, Gertraud Herzger von Harlessem, Stephanie Hollenstein, Elisabeth Mühlenweg, Mathilde Vollmoeller-Purrmann und Katharina Weissenborn.
„Walter Kaesbach – Mentor der Moderne“
Dieses Projekt führte Barbara Stark zusammen mit Christoph Bauer vom Kunstmuseum Singen durch. In beiden Häusern wurden 2008/2009 aufeinander bezogene Ausstellungen gezeigt. Walter Kaesbach, der 1933 aus dem Amt gejagte Direktor der Düsseldorfer Kunstakademie, zog sich in die innere Emigration auf die Bodenseehalbinsel Höri zurück. Teile seines Nachlasses wurden nach seinem Tod auf abenteuerliche Weise in Konstanz entdeckt, wie Carlo Karrenbauer in seinem Katalogbeitrag schreibt. Trotz seiner zurückgezogenen Lebensweise hatte Kaesbach großen Einfluss auf die Kunstszene am See. So bewog er im „Dritten Reich“ zahlreiche verfemte Künstler zum Umzug auf die Höri und organisierte im Herbst 1945 in Überlingen die wegweisende Schau „Rückkehr der Moderne“. Die beiden Ausstellungen zeigten Werke von Erich Heckel, Helmuth Macke, Ferdinand Macketanz, Karl Schmidt-Rottluff, William Straube, Ferdinand Macketanz und anderen.
Kasia von Szadurska
2010 zeigte Barbara Stark zusammen mit Brigitte Rieger-Benkel vom Kulturamt der Stadt Meersburg Leben und Werk der bis dahin kaum erforschten Künstlerin Kasia von Szadurska (1886–1942). Die Ausstellung fand zuerst in der Wessenberg-Galerie statt und wanderte dann ans Meersburger Neue Schloss. Es entstand ein Katalog.
Marie Ellenrieder
In Zusammenarbeit mit dem Konstanzer Rosgartenmuseum fand 2013 eine Ausstellung über die Konstanzer Malerin Marie Ellenrieder statt. Einfach himmlisch! Die Malerin Marie Ellenrieder 1791–1863 gab einen Überblick über das Schaffen der Malerin, die im nazarenischen Stil gearbeitet hatte. Es entstand ein Katalog und es wurde ein umfangreiches Rahmenprogramm angeboten, das unter anderem eine Exkursion zu Werken der Künstlerin in Karlsruhe und in der Ortenau beinhaltete. Zusammen mit Edwin Fecker wurde das Werkverzeichnis der Künstlerin erstellt, das auf der Homepage des Rosgartenmuseums abrufbar ist.
„Die andere Moderne – Kunst und Künstler in den Ländern am Rhein 1900 bis 1922“
Barbara Stark war Initiatorin dieses großen Projekts, das in Zusammenarbeit mit der Städtischen Galerie Karlsruhe und dem Museum Giersch in Frankfurt am Main erarbeitet wurde. Ausgangspunkt waren die Geschichte der Zeitschrift Die Rheinlande und des „Verbandes der Kunstfreunde in den Ländern am Rhein“, die Anfang des 20. Jahrhunderts versuchten, eine starke Kunstszene entlang des Rheins aufzubauen, um damit ein Gegengewicht zu dem dominanten Kunstzentren Berlin und München zu bilden. Ein umfangreicher Katalog dokumentiert dieses für die deutsche Kunstgeschichte bis dahin wenig beachtete Kapitel.
„Licht, Luft und Farbe. Malerei süddeutscher Impressionisten“
Diese Ausstellung rekonstruierte 2020 das Aufkommen des impressionistischen Stils im deutschen Südwesten und stellte die in Stuttgart, Karlsruhe und München tätigen Künstlerinnen und Künstler vor, die zur Durchsetzung dieser anfänglich abgelehnten Kunstrichtung beitrugen. Gezeigt wurden u. a. Gemälde von Hermann Baisch, Maria Caspar-Filser, Carlos Grethe, Christian Landenberger, Otto Reiniger, Gustav Schönleber und Heinrich Zügel.

## Publikationen (Auswahl)
- Emil Rudolf Weiss (1875–1942). Monographie und Katalog seines Werkes. Ernst Kaufmann, Lahr 1994, ISBN 3-7806-2297-1.
- Kunst von 1945 bis zur Jahrhundertwende. In: Städtische Wessenberg-Galerie Konstanz (Hrsg.): See-Blick. Deutsche Kunst am Bodensee im 20. Jahrhundert. Stadler, Konstanz 1998, ISBN 3-7977-0411-9.
- Karl Hofer am Bodensee. In: Städtische Wessenberg-Galerie Konstanz (Hrsg.): Karl Hofer am Bodensee (Ausstellungskatalog). 2003, ISBN 3-929768-13-5.
- Wie Sehnsüchte nach blauen Sonnen und nach tiefroter Ewigkeit. Max Zachmann - sein Leben und Werk. In: Städtische Wessenberg-Galerie Konstanz (Hrsg.): Max Zachmann. Entdeckung eines Expressionisten. Ausstellungskatalog. Konstanz 2004, ISBN 3-929768-17-8.
- Zum Anderssein gehört vor allem Mut... Künstlerinnen in der Ostschweiz und in Vorarlberg 1900 bis 1950. In: Städtische Wessenberg-Galerie Konstanz (Hrsg.): Eigenwillig. Künstlerinnen am Bodensee 1900 bis 1950. Konstanz 2005, ISBN 3-929768-18-6.
- Gartenbau und Kunstpflege. Walter Kaesbachs Jahre 1945 bis 1961. In: Christoph Bauer, Barbara Stark (Hrsg.): Walter Kaesbach - Mentor der Moderne: Katalog zur Ausstellung im Städtischen Kunstmuseum Singen, 2008 und in der Städtischen Wessenberg-Galerie Konstanz, 2008/2009. Libelle, Lengwil 2008, ISBN 978-3-905707-19-9.
- Lehrreich, erbauend und unterhaltend. Ignaz Heinrich von Wessenbergs Gemäldesammlung. Ihre Struktur und Geschichte. In: Barbara Stark (Hrsg.): Ignaz Heinrich von Wessenberg 1774–1860. Kirchenfürst und Kunstfreund. Konstanz 2010.
- Die Altar- und religiösen Wandbilder von Marie Ellenrieder. In: Tobias Engelsing, Barbara Stark (Hrsg.): Einfach Himmlisch! Die Malerin Marie Ellenrieder. 1791–1863. Ausstellungskatalog Konstanz (Städt. Wessenberg-Galerie und Rosgartenmuseum). Arnoldsche, 2013, ISBN 978-3-89790-388-3.
- Geöffnete Horizonte. Kunst und Künstler am Bodensee, in der Schweiz und Schwaben. In: Brigitte Baumstark, Manfred Großkinsky, Barbara Stark (Hrsg.): Die andere Moderne. Kunst und Künstler in den Ländern am Rhein 1900 bis 1922, Ausst.-Kat. Konstanz/Frankfurt am Main/Karlsruhe 2013. Imhof Verlag, 2013, ISBN 978-3-86568-951-1.
- Vom Historismus zum Jugendstil. Wilhelm Volz als Illustrator. In: Barbara Stark (Hrsg.): Wilhelm Volz. 1855–191. Märchen, Mythos und Musik. 2015, ISBN 978-3-929768-43-5.
- Heinrich Schmidt-Pecht. Ein Leben für die Kunst. In: Barbara Stark (Hrsg.): Heinrich Schmidt-Pecht. Kunst, Keramik und Konflikte. Konstanz 2019.
- Perdita Rösch, Barbara Stark (Hrsg.): Spiegel der Malerei. Die druckgraphische Sammlung des Freiherrn von Wessenberg. Bestands-Katatalog der Städtischen Wessenberg-Galerie Konstanz. Michael Imhof Verlag, Petersberg 2019, ISBN 978-3-7319-0906-4.
- Wachsen – Blühen – Welken. Ernst Kreidolf und die Pflanzen. In: Verein Ernst Kreidolf (Hrsg.): Wachsen – Blühen – Welken. Ernst Kreidolf und die Pflanzen. Ausstellungskatalog Kunstmuseum Bern/Städtische Wessenberg-Galerie Konstanz. Michael Imhof Verlag, Petersberg 2020, ISBN 978-3-7319-1025-1.
- Stuttgart – Zentrum des „schwäbischen“ Impressionismus. In: Barbara Stark (Hrsg.): Licht, Luft und Farbe. Malerei süddeutscher Impressionisten. Ausstellungskatalog Konstanz. Michael Imhof Verlag, Petersberg 2020, ISBN 978-3-7319-1040-4.
- Robert Weise 1870–1923. Natur und Salon. Ausstellungskatalog. Konstanz (Städt. Wessenberg-Galerie). Konstanz 2021, ISBN 978-3-929768-49-7.
- Cornelia Simon-Bach. 1941–2018. In den Träumen wohnen. Ausstellungskatalog. Hrsg.: Städtische Wessenberg-Galerie Konstanz. 2022, ISBN 978-3-929768-50-3.
- Der Mensch als Mittelpunkt künstlerischer Gestaltung. My Ullmann und ihre Kunst am Bau-Projekte seit 1959. In: Barbara Stark für die Städtische Wessenberg-Galerie Konstanz und Lilli Hollein für das MAK – Museum für angewandte Kunst, Wien (Hrsg.): My Ullmann. 1905–1995. Bilder Bühne, Kunst am Bau. Ausstellungskatalog. Michael Imhof Verlag, Petersberg 2023, ISBN 978-3-7319-1367-2.